# Volker Pohlenz
Volker Pohlenz (* 9. Februar 1956 in Eilenburg) ist ein deutscher Maler.

## Leben und Wirken
Pohlenz studierte ab 1976 an der Hochschule für Grafik und Buchkunst Leipzig bei Hans Mayer-Foreyt, Harry Blume in der Fachklasse für Malerei bei Arno Rink. Das Studium schloss er 1981 mit dem Diplom ab. Von 1982 bis 1985 arbeitete er bei Werner Tübke in Bad Frankenhausen an dem Bauernkriegspanorama „Frühbürgerliche Revolution in Deutschland“ mit. Pohlenz war bis 1990 Mitglied des Verbands Bildender Künstler der DDR.
Pohlenz lebt in Wöllnau, wo er auch ehrenamtlich Dorfchronist ist.

## Ehrungen
- 2011: Gellert-Preis für sein Schaffen in den vergangenen 30 Jahren[2]

## Werk
Pohlenz malt im Stil Alter Meister vor allem historische Bilder wie zum Siebenjährigen Krieg und zu den Befreiungskriegen gegen Napoleon sowie Landschaftsbilder, Porträts und Aktbilder.
In Wöllnau und anderen Orten der Dübener Heide stellt er in Wandbildern an öffentlichen und privaten Gebäuden das ländliche Leben allgemein und Besonderheiten des Gewerkes im jeweiligen Anwesen dar.

## Werke
- Triptychon zum Kriegsgefangenenlager Mühlberg in der Kapelle des Soldatenfriedhofs Neuburxdorf (1995)[3]
- Mephisto am Kaiserhof, 1999, Auerbachs Keller Leipzig[4]
- Mori Ogai erinnert sich an den 27. Dezember 1885, 2009, Rundbogenbild, Auerbachs Keller Leipzig[5]
- Das geheime Treffen, 2011, Auerbachs Keller Leipzig[6]
- Die Weihe der Schlosskapelle zu Torgau, Gemälde für den Heinrich-Schütz-Saal im Schloss Hartenfels anlässlich des 500jährigen Reformationsjubiläums (2012)[7]
- Goethes Faust-Inspiration, 2015, Auerbachs Keller Leipzig[8]

## Ausstellungen
Einzelausstellungen:
- 2006: Zum 50sten, Stadtmuseum Eilenburg
- 2006: Entwürfe der vergangenen zwei Jahrzehnte, Stadtbibliothek Herzberg[9]
- 2012: Schloss Hartenfels Torgau[10]
- 2013: Aus dem Schaffen von Volker Pohlenz  – Bilder der Region, Landschaftsmuseum der Dübener Heide Burg Düben[11]
- 2019–2020: Rathausgalerie Dommitzsch[12]
- 2023: Kleine Galerie Torgau[13]

Gruppenausstellungen:
- 1981: Dresden, Ausstellungszentrum am Fučík-Platz („25 Jahre NVA“)
- 1982: Leipzig, Museum der Bildenden Künste („Selbstbildnisse Leipziger Künstler“)
- 1982/1983 und 1987/1988: Dresden, IX. und X. Kunstausstellung der DDR
- 1983/1984: Altenburg, Lindenau-Museum („Junge Künstler des Bezirkes Leipzig“)
- 1986: Altenburg/Thüringen, Lindenau-Museum („Anzeichen. Junge Künstler im Bezirk Leipzig“)
- 2017–2018: reForMationen, Schloss Doberlug, Soest, Eisenhüttenstadt, Naklo (Polen)[14]